# 조앤 프로갯
조앤 프로갯(Joanne Froggatt, 1980년 8월 21일 ~ )은 잉글랜드의 배우이다.

## 출연 작품
- 내 어깨 위 고양이, 밥
- 메리 셸리: 프랑켄슈타인의 탄생 - 메리 제인 클레어몬트 역
- 어 크루키드 썸바디